# Benito Andonio Mandowani
Benito Andonio Mandowani, gr. Μπενιτο-Αντονιο Μαντοβανη (ur. 27 kwietnia 1936 w Larnace) – cypryjski polityk pochodzenia włoskiego, honorowy konsul Republiki Włoskiej. 19 maja 1991 został wybrany reprezentantem rzymskokatolickiej wspólnoty religijnej w cypryjskiej Izbie Reprezentantów. Zachował to stanowisko po w wyborach parlamentarnych w latach: 1996, 2001, 2006 oraz 2011.